# Philodromus omercooperi
Philodromus omercooperi là một loài nhện trong họ Philodromidae.
Loài này thuộc chi Philodromus. Philodromus omercooperi được J. Denis miêu tả năm 1947.